# François Grenet
François Grenet (ur. 8 marca 1975 w Bordeaux) – francuski piłkarz występujący na pozycji obrońcy lub pomocnika.

## Kariera
Grenet treningi rozpoczął w zespole Aviron Bayonnais FC. W 1989 roku przeszedł do juniorów Girondins Bordeaux, a w sezonie 1992/1993 został włączony do jego pierwszej drużyny, grającej w Division 1. W lidze tej zadebiutował 2 czerwca 1993 w wygranym 3:2 meczu z Olympique Lyon, a 15 kwietnia 1995 w zremisowanym 1:1 spotkaniu z tym samym klubem, strzelił swojego pierwszego gola w Division 1. W sezonie 1995/1996 zagrał w obu meczach finału Pucharu UEFA, przegranego przez Bordeaux z Bayernem Monachium. W dwóch kolejnych osiągnął z zespołem finał Pucharu Ligi Francuskiej, zaś w sezonie 1998/1999 zdobył z nim mistrzostwo Francji. W sezonie 1999/2000 rozegrał 10 spotkań w Lidze Mistrzów, zakończonej przez Bordeaux na II fazie grupowej.
W listopadzie 2001 przeszedł do angielskiego Derby County. Pierwszy mecz w Premier League rozegrał 17 listopada 2001 przeciwko Southampton F.C. (1:0). W sezonie 2001/2002 spadł z klubem do Division One. Na początku następnego zagrał w trzech meczach ligowych, po czym odszedł do francuskiego Stade Rennais (Ligue 1), którego barwy reprezentował do 2004 roku. W latach 2004–2006 występował natomiast w także pierwszoligowym zespole OGC Nice, w którym zakończył karierę.

## Statystyki
| Rozgrywki        | Poziom | Kraj    | Mecze | Bramki |
| ---------------- | ------ | ------- | ----- | ------ |
| Ligue 1          | I      | Francja | 217   | 5      |
| Premier League   | I      | Anglia  | 15    | 0      |
| Division One     | II     | Anglia  | 3     | 0      |
| Liga Mistrzów    | –      | –       | 10    | 0      |
| Puchar UEFA      | –      | –       | 28    | 0      |
| Puchar Intertoto | –      | –       | 1     | 0      |